# Dicranomyia (Dicranomyia) trinitatis
Dicranomyia (Dicranomyia) trinitatis is een tweevleugelige uit de familie steltmuggen (Limoniidae). De soort komt voor in het Neotropisch gebied.